# 珠海公交14路线
珠海公交14路线，是中华人民共和国广东省珠海市的一条公共汽车路线，往来海虹总站及长隆。本线路途经柠溪、前山总站、华发新城、南屏镇、竹仙洞公园、湾仔口岸、珠海保税区、横琴口岸、珠海长隆国际海洋度假区。是连接市区与横琴新区之间的重要线路。

## 历史
- 14路线于1999年由珠海市公共汽车公司开通，开通初期路线为“凤凰北—橫琴”，此線路第一條珠海市區往返於橫琴鎮的線路。初期采用8米常州长江客车运行，实行无人售票分段递减制收费，普通车收费2.0-1.0/人次，空调车收费3.0-2.0元/人次。后期车型改为常州长江CJ6922型非空调巴士、珠江GZ6100S型空调巴士及广州GZK6100型空调巴士运行。双向运营时间为6:20-19:30、6:20-19:40。[2][3]
- 2005年，珠海公汽上调票价，该线路普通车票价调整为2.5-1.5元/人次，空调车票价调整为3.5-2.5元/人次，同时启动普通卡、学生卡乘车优惠。
- 2007年，该线全线更换为郑州宇通ZK6108HGB型巴士运营。
- 2008年，因珠海大道-南屏街口部分路段改造，本路线临时改行东桥路，临时经停“前山桥西”、“东桥”等站点。
- 2009年，珠海大道-南屏街口部分路段改造完毕，本路线恢复原线行驶。
- 2010年，本线路投入珠海广通GTQ6105NGJ3型LNG空调巴士试运行，替换部分郑州宇通ZK6108HGB型空调巴士。同年4月，本线路调整部分班次绕行横琴规划展厅。
- 2011年，本线路剩余郑州宇通ZK6108HGB型空调巴士更换为珠海广通GTQ6107N4GJ5型LNG空调巴士，同年6月28日，珠海公交对旗下所有巴士线路票价进行调整，该线路空调车票价调整为3.0-2.0元/人次，普通车票价维持不变。同年10月15日因南屏大桥、前山大桥维修实施单向行驶交通管制原因，本线路往凤凰北方向临时增停“南屏大桥”、“福石” 站。
- 2012年1月，本线路普通车全部更换为珠海广通GTQ6107N4GJ5型LNG空调巴士，并补充两台珠海广通GTQ6117N4GJ5型LNG空调巴士，取消该线路的“普通车”班次。同时双向收班时间分别延长至20:30、21:30。
- 2012年5月，前山大桥维修完毕，前山大桥、南屏大桥单向行驶交通管制解除，本线路恢复原线行驶。
- 2012年8月，为满足居民的需求，本线路往横琴方向，车辆过“百货公司”后，调整经康宁路运行，接回“二中”站后按原线行驶。增停“人民医院”，取消原“湾仔沙”单边站。往凤凰北方向，过“二中”后，调整经康宁路、东风路运行，接回“湾仔沙”站后按原线行驶。增停“人民医院”站。同月中旬增设“澳门大学”站。
- 2012年12月27日，本线路双向在“洋环”与“银鑫花园”之间增停“横琴金融基地”站；在“澳门大学”与“粗沙环”之间双向增停“横琴新家园”站。
- 2012年12月31日，广珠城轨已全线通车（广州南站—珠海站），为切实做好各城轨配套站公交衔接，本线路往横琴方向经“银石雅园”站后，进入“前山总站”；往凤凰北方向经停“前山总站”路边站；同时，原“前山桥东”站更名为“前山总站”。
- 2013年3月，本线路继续投入3台珠海广通GTQ6117N4GJ5型LNG空调巴士，并加密班次。同时该线路凤凰北尾班时间延长至21:50。
- 2013年11月18日，本线路首末站由“横琴”延长至“长隆”；延伸后，往“长隆”方向在“银鑫花园”和“横琴口岸广场”之间双向增设“港澳大道路口”站，在“粗沙环”站后增设“环岛东路南”、“横琴客运码头”（原“横琴”总站外的公交站）、“长隆大道东”、“长隆”（首末站）。同时，将“横琴口岸”西侧站与“横琴口岸临时站”合并为一对站并更名为“横琴口岸广场”；将“澳门大学”更名为“澳大横琴校区”；取消“横琴”总站。[4]
- 2015年9月，本线路往长隆方向取消停靠“前山总站”。
- 2015年12月29日，該線路調入8台郑州宇通ZK6125CHEVNPG21型12米氣電混合動力空調巴士運行。
- 2016年2月，該線路剩余舊款LNG巴士全部更換為郑州宇通ZK6125CHEVNPG21型12米氣電混合動力空調巴士。
- 2016年10月26日，本线路首末站由“凤凰北”延伸至“海虹总站”。
- 2017年2月23日，受环岛东路城轨工程建设封闭施工影响，本线路往长隆方向临时取消“港澳大道路口”、“横琴口岸广场”两个站点。
- 2018年11月18日，珠海市实行全城公交统一一票制1元，本线路票价由空调车递减制3-2元调整为空调车一票制1元。
- 2018年11月19日，因横琴新区环岛东路立交工程建设需要，施工单位将全封闭港澳大道（环岛东路路口至都会道路口段）、濠江路（环岛东路路口至琴海东路路口段）。本线路经“银鑫花园”站后，改直行环岛东路接回“澳大横琴校区”站。返程同途。双向取消“横琴口岸”站。
- 2019年5月24日，本线路改由前山分公司（海虹站）调度，同日起减少4台宇通ZK6125CHEVNPG21配车。
- 2020年6月6日，本线路调入部分原属60路的广通GTQ6111BEVBT1配车；17日，本线路部分配车更换为原属于826-1路的广客GTZ6129BEVB2配车；19日，本线路调入部分广通GTQ6111BEVBT20配车；21日，本线路剩余配车更换为原属于502路的广客GTZ6129BEVB2配车。
- 2020年6月29日，本线路广通GTQ6111BEVBT1配车更换为原属于504路的广客GTZ6119BEVB2。
- 2020年7月10日，本线路尖峰期间班次间隔缩短至8-10分钟。
- 2020年8月8日，本线路往市区方向经“濠江路口”（原“澳大横琴校区”更名）站后，调整行驶环岛东路、横琴新口岸道路、环岛东路，接回“银鑫花园”站后按原线运行；增停“横琴口岸”站（停靠2、3号站台）。往长隆方向增停“城轨横琴站”。

## 停靠站点
截至2025年3月14日，珠海公交14路线往海虹总站方向与往长隆方向均共停站44个。
| 14路 海虹总站 ←→ 长隆 | 14路 海虹总站 ←→ 长隆 | 14路 海虹总站 ←→ 长隆 | 14路 海虹总站 ←→ 长隆 |
| 上行编號              | 站名                  | 下行编號              |                       |
| --------------------- | --------------------- | --------------------- | --------------------- |
| 1                     | 海虹总站              | 44                    |                       |
| 2                     | 北堤                  | ↑                     |                       |
| 3                     | 燃气集团              | ↑                     |                       |
| ↓                     | 华子石东              | 43                    |                       |
| 4                     | 凤凰北                | 42                    |                       |
| 5                     | 邮政大厦              | 41                    |                       |
| 6                     | 百货公司              | 40                    |                       |
| ↓                     | 湾仔沙                | 39                    |                       |
| 7                     | 人民医院              | 38                    |                       |
| 8                     | 二中                  | 37                    |                       |
| 9                     | 滨海楼                | 36                    |                       |
| 10                    | 南香里                | 35                    |                       |
| 11                    | 香宁花园              | 34                    |                       |
| 12                    | 柠溪                  | 33                    |                       |
| 13                    | 隧道南                | 32                    |                       |
| 14                    | 兰埔(富华里)          | 31                    |                       |
| 15                    | 白石(银石雅园)        | 30                    |                       |
| 16                    | 华发新城              | 29                    |                       |
| 17                    | 北山(华发商都)        | 28                    |                       |
| 18                    | 南屏                  | 27                    |                       |
| 19                    | 北山工业区            | 26                    |                       |
| 20                    | 竹仙洞                | 25                    |                       |
| 21                    | 南山                  | 24                    |                       |
| 22                    | 南联                  | 23                    |                       |
| 23                    | 鸿景花园(湾仔中学)    | 22                    |                       |
| 24                    | 城轨湾仔北站          | 21                    |                       |
| 25                    | 湾仔旅游码头          | 20                    |                       |
| 26                    | 南湾南路北            | 19                    |                       |
| 27                    | 城轨湾仔站            | 18                    |                       |
| 28                    | 北大希望之星          | ↑                     |                       |
| 29                    | 国际会展中心          | 17                    |                       |
| 30                    | 城轨十字门站          | 16                    |                       |
| 31                    | 南湾南路南            | 15                    |                       |
| ↓                     | 珠海保税区            | 14                    |                       |
| 32                    | 横琴大桥南            | 13                    |                       |
| ↓                     | 洋环                  | 12                    |                       |
| 33                    | 横琴金融基地          | 11                    |                       |
| 34                    | 环岛东路中            | 10                    |                       |
| 35                    | 横琴国际商务中心      | 9                     |                       |
| 36                    | 城轨横琴站            | ↑                     |                       |
| ↓                     | 横琴口岸              | 8                     |                       |
| 37                    | 濠江路口              | 7                     |                       |
| 38                    | 横琴新家园            | 6                     |                       |
| 39                    | 粗沙环                | ↑                     |                       |
| 40                    | 横琴医院              | 5                     |                       |
| 41                    | 横琴客运码头          | 4                     |                       |
| 42                    | 长隆大道东            | 3                     |                       |
| 43                    | 横琴湾酒店            | 2                     |                       |
| 44                    | 长隆                  | 1                     |                       |